# (6489) Golevka
(6489) Golevka – planetoida z grupy Apollo należąca do obiektów NEO i zaliczana do PHA. 

## Odkrycie
Planetoida ta została odkryta 10 maja 1991 roku przez Eleanor Helin.
Nazwa odnosi się do międzynarodowego projektu, mającego na celu zbadanie właściwości (6489) Golevki i pochodzi od nazw radioteleskopów biorących udział w tym przedsięwzięciu (Goldstone, Evpatria, Kashima). Wynikiem tych badań wykonanych pod koniec 2003 roku był pierwszy w historii pomiar Efektu Jarkowskiego. Przed nadaniem nazwy planetoida nosiła oznaczenie tymczasowe (6489) 1991 JX.

## Orbita
(6489) Golevka okrąża Słońce w średniej odległości 2,5 j.a. w czasie blisko 4 lat po orbicie o mimośrodzie wynoszącym 0,6.

## Właściwości fizyczne
Jest to obiekt o niewielkich rozmiarach (okruch skalny ok. 500 m średnicy). Wokół własnej osi obraca się w czasie ok. 6 godzin. Na obrazach radarowych przedstawia się jako obiekt o nieregularnym kształcie. Jasność absolutna tej asteroidy to 19,2m, albedo zaś 0,15.